# Брагерак
Брагера́к (фр. Bragayrac, окс. Bragairac) — коммуна во Франции, находится в регионе Юг — Пиренеи. Департамент — Верхняя Гаронна. Входит в состав кантона Сен-Лис. Округ коммуны — Мюре.
Код INSEE коммуны — 31087.

## География

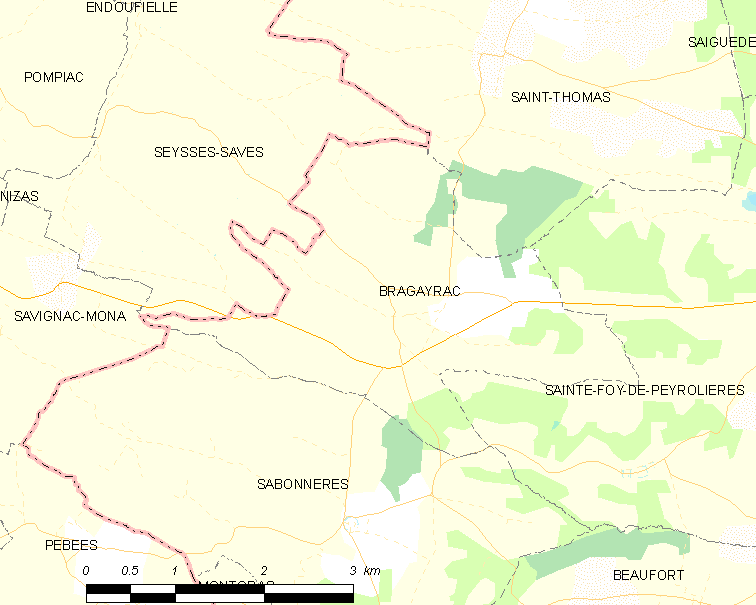
Карта коммуны

Коммуна расположена приблизительно в 610 км к югу от Парижа, в 33 км к юго-западу от Тулузы.

## Климат
Климат умеренно-океанический. Зима мягкая и снежная, весна характеризуется сильными дождями и грозами, лето сухое и жаркое, осень солнечная. Преобладают сильные юго-восточные и северо-западные ветры.

## Население
Население коммуны на 2010 год составляло 272 человека.
| 1962 | 1968 | 1975 | 1982 | 1990 | 1999 | 2010 |
| ---- | ---- | ---- | ---- | ---- | ---- | ---- |
| 144  | 128  | 191  | 200  | 197  | 250  | 272  |

## Администрация
| Период | Период | Фамилия      | Партия | Примечания |
| ------ | ------ | ------------ | ------ | ---------- |
| 2001   | 2008   | Жерар Дюффо  |        |            |
| 2008   | 2020   | Кристоф Кушо |        |            |

## Экономика
В 2010 году среди 164 человек трудоспособного возраста (15—64 лет) 125 были экономически активными, 39 — неактивными (показатель активности — 76,2 %, в 1999 году было 70,6 %). Из 125 активных жителей работали 114 человек (59 мужчин и 55 женщин), безработных было 11 (5 мужчин и 6 женщин). Среди 39 неактивных 13 человек были учениками или студентами, 14 — пенсионерами, 12 были неактивными по другим причинам.